# Fire to Fire
Fire to Fire è un album pubblicato nel 1995 dalla cantante country statunitense Tanya Tucker.
I brani Between the Two of Them e Find Out What's Happenin sono stati estratti come singoli ed entrambi sono entrati nelle classifiche delle Hot Country Songs, rispettivamente al 27° e 40°. I'll Take Today è stato successivamente inserito da Ty England nel suo album del 1996 Two Ways to Fall, e nel 1998 da Gary Allan nel suo album It Would Be You. L'interpretazione di Allan è stata pubblicata come singolo nel 1998. La canzone Nobody Dies from a Broken Heart è stata anche reinterpretata (cover) dalla cantante country Reba McEntire per la sua uscita nel 2000, So Good Together. Find Out What's Happenin' è stato originariamente registrato da Bobby Bare nel 1968, Barbara Fairchild nel 1970 e dai Pearl River nel loro album di debutto omonimo del 1993. I'll Take the Memories è stato originariamente registrato da Lorrie Morgan nel suo album del 1989, Leave the Light On.

## Tracce
1. Come In Out of the World – 3:24 (Don Schlitz, Billy Livsey)
2. I'll Take the Memories – 3:49 (Charlie Craig, Keith Stegall)
3. I Bet She Knows – 4:02 (Paul Thorn, Billy Maddox)
4. Find Out What's Happenin' – 3:11 (Jerry Crutchfield)
5. Fire to Fire (feat. Willie Nelson) – 3:28 (Sharon Vaughn, Bill Rice, Mike Lawler)
6. Between the Two of Them – 3:12 (Mickey Cates)
7. Nobody Dies from a Broken Heart – 3:57 (Randy Sharp, Sonny LeMaire)
8. I'll Take Today – 3:10 (Kent Robbins, Will Robinson)
9. The Love You Gave to Me – 3:40 (Gary Nicholson, Delbert McClinton)
10. Love Will – 2:56 (Byron Hill, Cyril Rawson)